# Championnat du monde B de rink hockey masculin 1988
Navigation
Championnat du monde B 1986 Championnat du monde B 1990
Le Championnat du monde B de rink hockey masculin 1988 est la troisième édition des championnats du monde B de rink hockey, organisé à Bogota en Colombie. Les trois premières équipes de cette compétition gagnent le droit de participer au Championnat du monde masculin A de rink hockey 1989 à San Juan en Argentine. Parmi les trois dernières équipes du championnat du monde A de rink hockey masculin 1986, la France renonce à participer à cette compétition et seules les équipes d'Angleterre et du Chili sont rétrogradées en groupe B pour cette édition.

## Participants
Neuf équipes prennent part à cette compétition.
- Angleterre
- Australie
- Canada
- Chili
- Colombie
- Équateur
- Japon
- Macao
- Mexique
- Suisse
- Taïwan
- Venezuela

## Déroulement
Les douze équipes sont dans un premier temps réparties dans deux groupes qualificatifs, au sein desquels chaque sélection se rencontre une fois. Une victoire remporte 2 points, un match nul 1 point et une défaite 0 point.
À l'issue de la phase qualificative, les trois premières équipes et les trois dernières équipes sont reversées dans deux groupes de classement pour déterminer respectivement les places 1à 6 et 7 à 12. Sur le même barème que la première phase, les résultats de la première phase sont réutilisés et les sélections qui ne se sont pas encore affrontées se rencontrent.

## Phase qualificative

### Groupe A
| Rang | Équipe    | Pts | J | G | N | P | Bp | Bc | Diff |  | Résultats |  |     |     |     |      |      |
| ---- | --------- | --- | - | - | - | - | -- | -- | ---- |  | --------- |  | --- | --- | --- | ---- | ---- |
| 1    | Colombie  | 10  | 5 | 5 | 0 | 0 | 42 | 2  | +40  |  | Colombie  |  | 3-0 | 7-0 | 9-0 | 11-2 | 12-0 |
| 2    | Australie | 8   | 5 | 4 | 0 | 1 | 44 | 7  | +37  |  | Australie |  |     | 5-2 | 7-0 | 17-1 | 15-1 |
| 3    | Mexique   | 6   | 5 | 3 | 0 | 2 | 31 | 17 | +14  |  | Mexique   |  |     |     | 7-2 | 14-1 | 8-2  |
| 4    | Venezuela | 4   | 5 | 2 | 0 | 3 | 10 | 28 | -18  |  | Venezuela |  |     |     |     | 6-5  | 2-0  |
| 5    | Canada    | 1   | 5 | 0 | 1 | 4 | 14 | 53 | -39  |  | Canada    |  |     |     |     |      | 5-5  |
| 6    | Japon     | 1   | 5 | 0 | 1 | 4 | 8  | 42 | -34  |  | Japon     |  |     |     |     |      |      |

### Groupe B
| Rang | Équipe     | Pts | J | G | N | P | Bp | Bc | Diff |  | Résultats  |  |     |     |      |      |      |
| ---- | ---------- | --- | - | - | - | - | -- | -- | ---- |  | ---------- |  | --- | --- | ---- | ---- | ---- |
| 1    | Suisse     | 9   | 5 | 4 | 1 | 0 | 98 | 7  | +91  |  | Suisse     |  | 3-3 | 4-3 | 21-1 | 30-0 | 40-0 |
| 2    | Chili      | 9   | 5 | 4 | 1 | 0 | 72 | 9  | +63  |  | Chili      |  |     | 3-1 | 17-2 | 23-1 | 26-2 |
| 3    | Angleterre | 6   | 5 | 3 | 0 | 2 | 41 | 9  | +32  |  | Angleterre |  |     |     | 10-2 | 11-0 | 16-0 |
| 4    | Équateur   | 4   | 5 | 2 | 0 | 3 | 25 | 51 | -26  |  | Équateur   |  |     |     |      | 7-0  | 13-3 |
| 5    | Macao      | 2   | 5 | 1 | 0 | 4 | 4  | 73 | -69  |  | Macao      |  |     |     |      |      | 3-2  |
| 6    | Taïwan     | 0   | 5 | 0 | 0 | 5 | 7  | 98 | -91  |  | Taïwan     |  |     |     |      |      |      |

## Phase de classement

### Places 1 à 6 (Groupe C)
| Rang | Équipe     | Pts | J | G | N | P | Bp | Bc | Diff |  | Résultats  |  |     |     |     |      |      |
| ---- | ---------- | --- | - | - | - | - | -- | -- | ---- |  | ---------- |  | --- | --- | --- | ---- | ---- |
| 1    | Colombie   | 10  | 5 | 5 | 0 | 0 | 19 | 2  | +17  |  | Colombie   |  | 2-1 | 2-0 | 3-0 | 7-0  | 5-1  |
| 2    | Suisse     | 7   | 5 | 3 | 1 | 1 | 27 | 11 | +16  |  | Suisse     |  |     | 3-3 | 8-1 | 11-2 | 4-3  |
| 3    | Chili      | 7   | 5 | 3 | 1 | 1 | 22 | 12 | +10  |  | Chili      |  |     |     | 3-1 | 13-5 | 3-1  |
| 4    | Australie  | 4   | 5 | 2 | 0 | 3 | 19 | 21 | -2   |  | Australie  |  |     |     |     | 5-2  | 12-5 |
| 5    | Mexique    | 2   | 5 | 1 | 0 | 4 | 14 | 39 | -25  |  | Mexique    |  |     |     |     |      | 5-3  |
| 6    | Angleterre | 0   | 5 | 0 | 0 | 5 | 13 | 29 | -16  |  | Angleterre |  |     |     |     |      |      |

### Places 7 à 12 (Groupe D)
| Rang | Équipe    | Pts | J | G | N | P | Bp | Bc | Diff |  | Résultats  |  |     |     |     |      |      |
| ---- | --------- | --- | - | - | - | - | -- | -- | ---- |  | ---------- |  | --- | --- | --- | ---- | ---- |
| 7    | Venezuela | 9   | 5 | 4 | 1 | 0 | 30 | 16 | +14  |  | Suisse     |  | 6-5 | 2-0 | 5-5 | 7-3  | 10-3 |
| 8    | Canada    | 7   | 5 | 3 | 1 | 1 | 39 | 24 | +15  |  | Chili      |  |     | 5-5 | 9-5 | 8-5  | 12-3 |
| 9    | Japon     | 7   | 5 | 3 | 1 | 1 | 18 | 14 | +4   |  | Angleterre |  |     |     | 4-3 | 6-2  | 3-2  |
| 10   | Équateur  | 5   | 5 | 2 | 1 | 2 | 33 | 21 | +12  |  | Équateur   |  |     |     |     | 13-3 | 7-0  |
| 11   | Macao     | 2   | 5 | 1 | 0 | 4 | 13 | 30 | -17  |  | Macao      |  |     |     |     |      | 3-2  |
| 12   | Taïwan    | 0   | 5 | 0 | 0 | 5 | 13 | 41 | -28  |  | Taïwan     |  |     |     |     |      |      |